# اهوباز
آهوباز، روستایی از توابع بخش ماهورمیلانی شهرستان ممسنی در استان فارس ایران است.

## جمعیت
این آبادی در دهستان ماهور قرار دارد و براساس سرشماری مرکز آمار ایران در سال ۱۳۸۵، جمعیت آن زیر سه خانوار بوده‌است.
سرشماری سال ۱۳۹۲ که توسط ساکنین قدیمی حاصل شده نیزحاکی ارآن است که ۳ خانوار در حال سکونتند.

## مکان‌های دیدنی
- قلعه ظهراب
- پل خدا
- قرمزه کمر
- دختر یورده
- بن بادامی
- اوزن تیغه
- موردله
- کنارله
- چکو
- گچگو
- قره قازان
- بام تیغه سه
- دشت وبنله گود